# Thorectes marginatus
Thorectes marginatus is een keversoort uit de familie mesttorren (Geotrupidae). De wetenschappelijke naam van de soort werd in 1787 gepubliceerd door Poiret.